# Кебячевский сельсовет
Кебячевский сельсовет — муниципальное образование в Аургазинском районе Республике Башкортостан Российской Федерации.

## История
Согласно «Закону о границах, статусе и административных центрах муниципальных образований в Республике Башкортостан» имеет статус сельского поселения.

## Население
| 2002 | 2009 | 2010 | 2012 | 2013 | 2014 | 2015 |
| ---- | ---- | ---- | ---- | ---- | ---- | ---- |
| 838  | ↘820 | ↘749 | ↘735 | ↘723 | ↘709 | ↘690 |
| 2016 | 2017 |      |      |      |      |      |
| ↘676 | ↘669 |      |      |      |      |      |

## Состав сельского поселения
| № | Населённый пункт | Тип населённого пункта          | Население |
| - | ---------------- | ------------------------------- | --------- |
| 1 | Кебячево         | деревня, административный центр | ↘289      |
| 2 | Ташлыкуль        | деревня                         | ↘250      |
| 3 | Утаркуль         | деревня                         | ↘68       |
| 4 | Ситдик-Муллино   | деревня                         | ↘57       |
| 5 | Ибраево          | деревня                         | ↘36       |
| 6 | Миннибаево       | деревня                         | →27       |
| 7 | Трудовка         | деревня                         | ↗22       |